# 里奇 (路易斯安那州拉法葉堂區)
里奇（英語：Ridge）是位於美國路易斯安那州拉法葉堂區的一個非建制地區。

## 地理
里奇所處的海拔為高於海平面8米（即26英呎），而該地所採用的時區為UTC-6，即北美中部時區（CST）。同時該地設有夏令時間，為UTC-6調快一小時，即UTC-5（CDT）。